# 美因-施佩萨特县
美因-施佩萨特县（德語：Landkreis Main-Spessart）是德国巴伐利亚州的一个县，隶属于下弗兰肯行政区，得名于美因河和施佩萨特山，首府卡尔施塔特。

## 華語譯名
由於兩岸對於德國行政區「Landkreis」翻譯的不同，台灣稱為「美因-施佩薩特郡」；中國大陸稱為「美因-施佩萨特縣」。

## 地理
美因-施佩萨特县北面与黑森州的美因-金齐希县，东面与巴特基辛根县和施韦因富特县，南面与巴登-符腾堡州的美因-陶伯县和维尔茨堡县，西面与米尔滕贝格县和阿沙芬堡县相邻。